# Set List: Greatest Songs 2006-2007
Set List: Greatest Songs 2006–2007 (SET LIST～グレイテストソングス 2006-2007～?) è il primo album studio del gruppo di idol giapponesi AKB48, pubblicato il 1º gennaio 2008. È stato successivamente ripubblicato il 14 luglio 2010 con in titolo Set List: Greatest Songs Kanzenban (SET LIST～グレイテストソングス～完全盤?, Complete Edition) con quattro nuove tracce: i singoli Romance, irane e Sakura no hanabiratachi 2008, insieme alle nuove canzoni Seventeen e Anata ga ite kureta kara (あなたがいてくれたから?). L'album è arrivato alla seconda posizione della classifica Oricon ed è stato certificato disco di platino.

## Tracce

### Set List: Greatest Songs 2006-2007 (Edizione regolare)
DFCL-1431
1. Aitakatta (会いたかった?)
2. Bingo!
3. Yūhi o miteiru ka? (夕陽を見ているか??)
4. Boku no taiyō (僕の太陽?)
5. Mirai no kajitsu (未来の果実?)
6. Dear My Teacher (Team A Ver.)
7. Skirt, Hirari (スカート、ひらり?) (Album Mix)
8. Seifuku ga jama o suru (制服が邪魔をする?)
9. Virgin Love (Album Mix)
10. Keibetsu shiteita aijō (軽蔑していた愛情?)
11. Tanjyobi no yoru (誕生日の夜?) (Team A)
12. Korogaru ishi ni nare (転がる石になれ?) (Team K)
13. Sakura no hanabiratachi (桜の花びらたち?)
14. Aitakatta (Akimoto Sayaka ver.) (会いたかった (秋元才加ver.)?)
15. Aitakatta (Itano Tomomi ver.) (会いたかった (板野友美ver.)?)
16. Aitakatta (Umeda Ayaka ver.) (会いたかった (梅田彩佳ver.)?)
17. Aitakatta (Ohe Tomomi ver.) (会いたかった (大江朝美ver.)?)
18. Aitakatta (Oshima Mai ver.) (会いたかった (大島麻衣ver.?)
19. Aitakatta (Oshima Yuko ver.) (会いたかった (大島優子ver.)?)
20. Aitakatta (Ono Erena ver.) (会いたかった (小野恵令奈ver.)?)
21. Aitakatta (Kasai Tomomi ver.) (会いたかった (河西智美ver.)?)
22. Aitakatta (Kobayashi Kana ver.) (会いたかった (小林香菜ver.)?)
23. Aitakatta (Kojima Haruna ver.) (会いたかった (小嶋陽菜ver.)?)
24. Aitakatta (Shinoda Mariko ver.) (会いたかった (篠田麻里子ver.)?)
25. Aitakatta (Takahashi Minami ver.) (会いたかった (高橋みなみver.)?)
26. Aitakatta (Tojima Hana ver.) (会いたかった (戸島花ver.)?)
27. Aitakatta (Nakanishi Rina ver.) (会いたかった (中西里菜ver.)?)
28. Aitakatta (Narita Risa ver.) (会いたかった (成田梨紗ver.)?)
29. Aitakatta (Noro Kayo ver.) (会いたかった (野呂佳代ver.)?)
30. Aitakatta (Maeda Atsuko ver.) (会いたかった (前田敦子ver.)?)
31. Aitakatta (Matsubara Natsumi ver.) (会いたかった (松原夏海ver.)?)
32. Aitakatta (Minegishi Minami ver.) (会いたかった (峯岸みなみver.)?)
33. Aitakatta (Miyazawa Sae ver.) (会いたかった (宮澤佐江ver.)?)

### Set List: Greatest Songs 2006-2007 (Edizione limitata CD+DVD)
DFCL-1429/30
1. Aitakatta (会いたかった?)
2. Bingo!
3. Yūhi o miteiru ka? (夕陽を見ているか??)
4. Boku no taiyō (僕の太陽?)
5. Mirai no kajitsu (未来の果実?)
6. Dear My Teacher (Team A Ver.)
7. Skirt, Hirari (スカート、ひらり?) (Album Mix)
8. Seifuku ga jama o suru (制服が邪魔をする?)
9. Virgin Love (Album Mix)
10. Keibetsu shiteita aijō (軽蔑していた愛情?)
11. Tanjyobi no yoru (誕生日の夜?) (Team A)
12. Korogaru ishi ni nare (転がる石になれ?) (Team K)
13. Sakura no hanabiratachi (桜の花びらたち?)

DVD:
1. Yūhi o miteiru ka? (夕陽を見ているか??) (Video Clip)
2. Making of Yūhi o miteiru ka? (夕陽を見ているか??)
3. Kibun wa chotto, oshougatsu (気分はちょっと、お正月・・・。?)

### Set List: Greatest Songs Kanzenban (Ripubblicazione)
DFCL-1653
1. Aitakatta (会いたかった?)
2. Bingo!
3. Yūhi o miteiru ka? (夕陽を見ているか??)
4. Boku no taiyō (僕の太陽?)
5. Mirai no kajitsu (未来の果実?)
6. Dear My Teacher (Team A Ver.)
7. Skirt, Hirari (スカート、ひらり?) (Album Mix)
8. Seifuku ga jama o suru (制服が邪魔をする?)
9. Virgin Love (Album Mix)
10. Keibetsu shiteita aijō (軽蔑していた愛情?)
11. Tanjyobi no yoru (誕生日の夜?) (Team A)
12. Korogaru ishi ni nare (転がる石になれ?) (Team K)
13. Sakura no hanabiratachi (桜の花びらたち?)
14. Romance, irane (ロマンス、イラネ?)
15. Sakura no hanabiratachi 2008 (桜のはなびらたち 2008?)
16. Seventeen
17. Romance, irane (あなたがいてくらたから?)